# France au Concours Eurovision de la chanson 2016
La France annonce sa participation au Concours Eurovision de la chanson 2016 à Stockholm, en Suède le 27 mai 2015.
Représentée par Amir et sa chanson J'ai cherché, elle figure parmi les favoris des bookmakers pour cette édition 2016, et est passée en l'espace de quelques semaines de la 8e à la 2e place du classement. Les fans européens accueillent avec enthousiasme la chanson, et tout porte à croire que le pays sera bien classé cette année. La semaine du 4 au 10 avril 2016, elle est 2e favorite, après la Russie, et juste devant la Suède et l'Australie. J'ai cherché a notamment remporté les OGAE 2016.
Le pays arrive finalement à la 6e place avec 257 points, son meilleur classement depuis 2002.

## Sélection interne
À l'issue du Concours Eurovision de la chanson 2015, la France est classée 25e sur 27 avec un total de 4 points (3 points attribués par l'Arménie et 1 point donné par Saint-Marin). La directrice des divertissements de France 2 Nathalie André ayant choisi la représentante française, déclare à la suite de ces résultats : « Ma connerie est d’y être allée avec une voix plutôt que d’y être allée avec Enrique Iglesias. Je suis prête à prendre ma revanche pour 2016 et je m’y mets dès aujourd’hui. ». Pour l'édition 2016, Nathalie André et son équipe choisissent en interne Amir Haddad,. Ce choix semble pertinent, le chanteur est finaliste de la troisième saison de The Voice : La Plus Belle Voix ; ce type de sélection a déjà été bénéfique à plusieurs pays tels la Belgique,, l'Albanie, la Norvège, la Russie et l'Autriche,.
Le 25 février 2016, Cyril Hanouna dévoile dans Touche pas à mon poste ! sur D8 que l’interprète franco-israélien serait le représentant de la France au 61e Concours Eurovision de la Chanson à Stockholm le 14 mai 2016,. France 2 déclare alors laisser chacun se faire son opinion, ayant lancé des indices sur son site internet et souhaitant garder le mystère jusqu'au 12 mars 2016, date de la présentation officielle de la chanson française lors du prime-time Le DiCaire Show animée par Véronic DiCaire. Entretemps à la fin de l'émission La Fête de la chanson française diffusée le 27 février 2016 en première partie de soirée sur France 2, Amir interprète le titre J'ai cherché en français et en anglais. La séquence est enregistrée et l'animatrice Daniela Lumbroso ne fait aucune référence à l'Eurovision pendant que le nouvel album du chanteur apparaît à l'écran. Finalement, la nouvelle est officialisée le 29 février 2016 par France 2. Il représentera la France avec son quatrième single J'ai cherché, présent sur son premier album à paraître le 7 avril 2016.

### Détail de la sélection

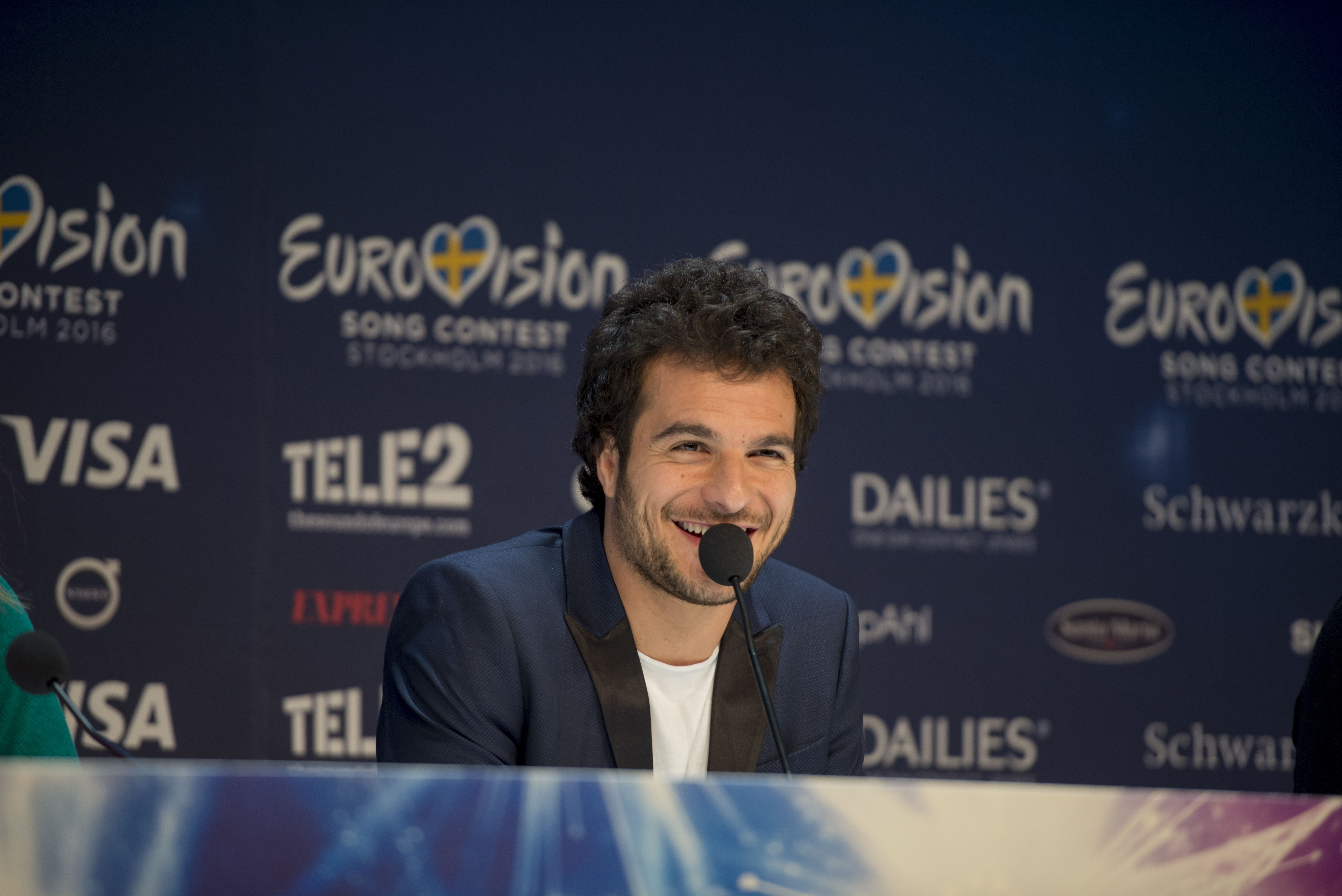
Amir durant la conférence de presse de la délégation française

Tous les chanteurs de nationalité française de 16 à 50 ans étaient éligibles pour participer à cette sélection interne. Chaque chanson devait comporter au moins 80 % de français, tandis que le reste des paroles pouvaient être en anglais ou tout autre langue étrangère. À la fermeture de la fenêtre de soumissions de chansons, France 2 reçut approximativement 280 chansons.
La présélection finale réalisée par France 2 est composée des titres :
- Alive, interprété par Sasha Bem
- J'ai cherché, interprété par Amir Haddad

### Chanson
En attendant la révélation de la chanson le 12 mars 2016, la délégation française postait des indices sur Twitter. Finalement, à la suite de la fuite dans l'émission Touche pas à mon poste ! le 25 février, elle est présentée le 29 février 2016. La version remixée, spécialement conçue pour l'Eurovision, sort le 13 mars 2016 sur le compte Youtube officiel de l'Eurovision. La chanson est composée de paroles dites « bilingues » : du français et de l'anglais.

## À l'Eurovision
En tant que membre du Big 5, la France participe directement à la finale du 14 mai 2016. 

### Points attribués par la France

#### Première demi-finale
| 12 points | Autriche    |
| 10 points | Malte       |
| 8 points  | Pays-Bas    |
| 7 points  | Azerbaïdjan |
| 6 points  | Croatie     |
| 5 points  | Hongrie     |
| 4 points  | Chypre      |
| 3 points  | Arménie     |
| 2 points  | Russie      |
| 1 point   | Tchéquie    |

| 12 points | Arménie            |
| 10 points | Autriche           |
| 8 points  | Russie             |
| 7 points  | Hongrie            |
| 6 points  | Bosnie-Herzégovine |
| 5 points  | Islande            |
| 4 points  | Pays-Bas           |
| 3 points  | Tchéquie           |
| 2 points  | Moldavie           |
| 1 point   | Croatie            |

.

#### Finale
| 12 points | Italie    |
| 10 points | Bulgarie  |
| 8 points  | Autriche  |
| 7 points  | Pays-Bas  |
| 6 points  | Australie |
| 5 points  | Suède     |
| 4 points  | Malte     |
| 3 points  | Espagne   |
| 2 points  | Arménie   |
| 1 point   | Russie    |

| 12 points | Arménie  |
| 10 points | Ukraine  |
| 8 points  | Autriche |
| 7 points  | Pologne  |
| 6 points  | Russie   |
| 5 points  | Bulgarie |
| 4 points  | Belgique |
| 3 points  | Israël   |
| 2 points  | Suède    |
| 1 point   | Espagne  |

.

### Points attribués à la France
| 12 points | 10 points | 8 points                      | 7 points                                                 | 6 points                          | 5 points                     | 4 points | 3 points | 2 points | 1 point                           |
| --------- | --------- | ----------------------------- | -------------------------------------------------------- | --------------------------------- | ---------------------------- | -------- | -------- | -------- | --------------------------------- |
| Arménie   | Albanie   | Belgique Croatie Israël Suède | Autriche Bosnie-Herzégovine Chypre Espagne Italie Russie | Australie Grèce Malte Royaume-Uni | Monténégro Pays-Bas Tchéquie | Géorgie  | Irlande  | Islande  | Estonie Finlande Lituanie Pologne |

| 12 points | 10 points | 8 points | 7 points          | 6 points        | 5 points       | 4 points                                      | 3 points                              | 2 points                       | 1 point                             |
| --------- | --------- | -------- | ----------------- | --------------- | -------------- | --------------------------------------------- | ------------------------------------- | ------------------------------ | ----------------------------------- |
| Israël    | Espagne   | Belgique | Arménie Australie | Chypre Moldavie | Islande Italie | Azerbaïdjan Bosnie-Herzégovine Grèce Pays-Bas | Finlande Lituanie Russie Suède Suisse | Croatie Danemark Estonie Malte | Autriche Hongrie Monténégro Norvège |

Amir interprète J'ai cherché en 11e position sur la scène. Au terme du vote final la France termine 6e sur 26 et enregistre son meilleur résultat depuis 2002. Avec 257 points, Amir établit alors un nouveau record de points pour la France. Le dernier en date étant de 147 points obtenus en 1976 par Catherine Ferry. Ce record est désormais détenu par Barbara Pravi, qui a rassemblé 499 points en 2021.